# 美国宪法第二十五修正案
《美利坚合众国宪法》第二十五修正案（英語：Twenty-fifth Amendment to the United States Constitution）簡稱「第二十五修正案」（Amendment XXV），对美国总统和副总统职位因各种原因出现空缺时的继任程序作出了修正和规定，并增加了由副总统和内阁成员判断总统是否能够继续履行职责的新条款。宪法第二条第一款第六节中所规定的继任程序遣词并不明确，其中没有说明“如遇总统被免职、死亡、辞职或丧失履行总统权力和责任的能力时”，副总统究竟应该成为新任总统还是代理总统，亦未规定若副总统“被免职、死亡、辞职或丧失履行时”，副总统权力和责任的能力时又该如何處理，第二十五修正案对这两方面问题都作出了明确的回答。修正案于1965年7月6日由联邦国会提出，1967年2月10日获得了足够数量州的批准而生效。

## 修正案文本

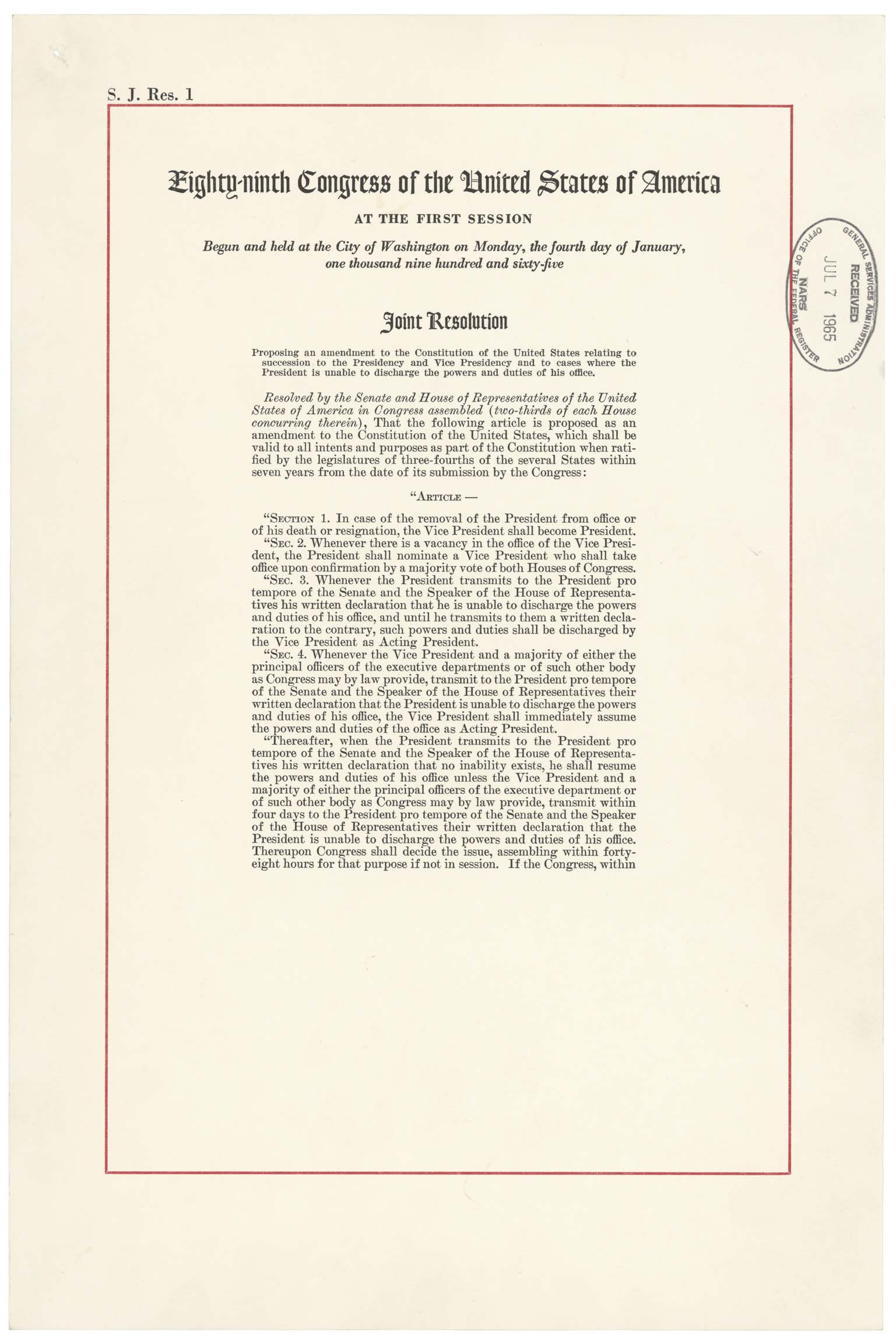
存放在国家档案和记录管理局的第二十五修正案文本首页

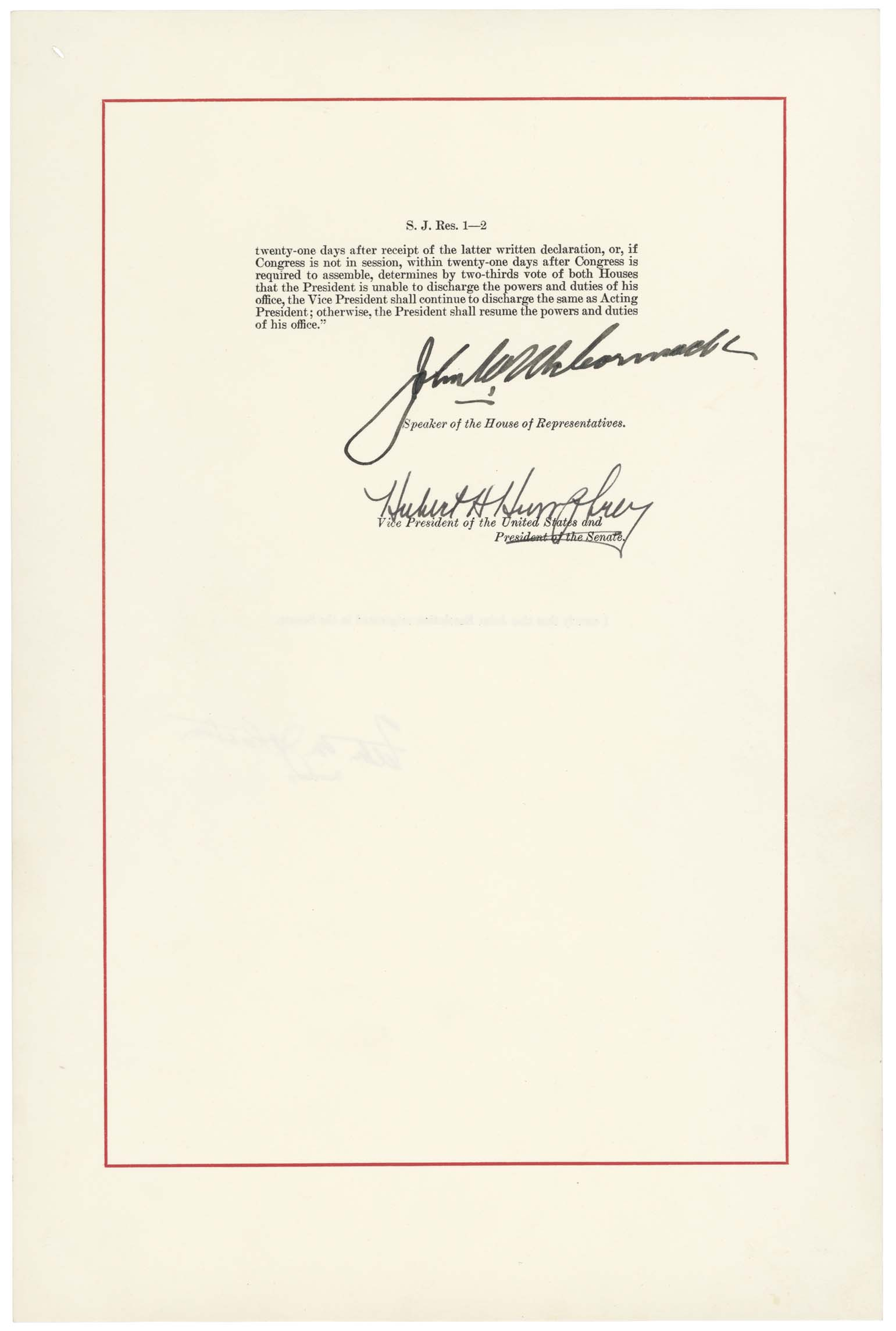
第二十五修正案次页

- 第一款　如遇总统被免职、死亡或辞职，副总统应成为总统[注 1]。
- 第二款　凡当副总统职位出缺时，总统应提名一名副总统，经国会两院都以过半数票批准后就职[注 2]。
- 第三款　凡当总统向参议院临时议长和众议院议长提交书面声明，声称他不能够履行其职务的权力和责任，直到他向他们提交一份相反的声明为止，其权力和责任应由副总统代理总统履行[注 3]。
- 第四款　凡当副总统和行政各部长官或国会以法律设立的其他机构成员的多数，向参议院临时议长和众议院议长提交书面声明，声称总统不能够履行总统职务的权力和责任时，副总统应立即作为代理总统承担总统职务的权力和责任。
  - 此后，当总统向参议院临时议长和众议院议长提交书面声明，声称丧失能力的情况不存在时，他应恢复总统职务的权力和责任，除非副总统和行政各部长官的多数或国会以法律设立的其他机构成员的多数在四天之内向参议院临时议长和众议院议长提交书面声明，声称总统不能够履行总统职务的权力和责任。在此种情况下，国会应决定这一问题，如在休会期间，应为此目的在四十八小时以内集会。如国会在收到后一书面声明后的二十一天以内，或如适逢休会期间，则在国会按照要求集会以后的二十一天以内，以两院的三分之二的票数决定总统不能够履行总统职务的权力和责任，副总统应继续作为代理总统履行总统职务的权力和责任；否则总统应恢复总统职务的权力和责任[注 4][1]:579-580[2]。

## 背景
第二十五修正案通过前，美利坚合众国宪法第二条第一款第6节中对总统的继任程序有如下规定：
如遇总统被免职、死亡、辞职或丧失履行总统权力和责任的能力时，总统职务应移交副总统。国会得以法律规定在总统和副总统两人被免职、死亡、辞职或丧失任职能力时，宣布应代理总统的官员。该官员应代理总统直到总统恢复任职能力或新总统选出为止:566。
这样的条款对于总统继任问题规定得并不够明确，其中没有说明谁有权宣布总统“不能够履行总统职务的权力和责任”。并且也没有规定如果副总统一职出现空缺，那么在下一次总统选举前应该如何填补这一空缺。在第二十五修正案通过前，这一含糊不清的规定造成了多次不便和僵局：
- 1841年4月4日，威廉·亨利·哈里森在任内去世[5]。众议员约翰·威廉斯（John Williams）之前曾建议如果总统逝世，副总统应代理总统[6]。而副总统约翰·泰勒则断言自己不只是以“代理总统”身分获得相应的职权，而是已经继任成为新的总统。他也拒绝承认文献中以“代理总统”来称呼自己。虽然有部分人表示强烈反对，泰勒还是进行了正式宣誓而成为第十任美国总统。泰勒的说法之后没有受到正式的挑战，因此这样一个副总统继任成为新总统的先例也就这样建立了起来，之后被称为“泰勒先例”[7]。
- 历史上曾有过多次总统丧失行为能力的情况，如1919年10月2日，伍德罗·威尔逊就曾因中风而卧床数周之久[8][9]，这期间一直没有任何人正式接替其职权[3]。
- 副总统一职先后有16次因去世、辞职或是继任总统而出现空缺，一直到下一次总统选举时才加以填补[3]。比如1945年4月12日富兰克林·德拉诺·罗斯福逝世后副总统哈里·S·杜鲁门继任，之后近4年都没有副总统。

所有这些事件都表明有必要建立一个更为明确的指引，为此联邦国会之后提出了两个提案。

### 基廷—基福弗提案
1963年，来自纽约州的联邦参议员肯尼斯·基廷提出了一项允许国会通过立法来规定如何判断总统丧失行为能力的宪法修正案，而不是像第二十五修正案那样通过宪法来进行判断:345。这一提案是以1960年美国律师协会的一项建议为基础的:27，提案中这样写道:350：
如遇总统被免职、死亡或辞职，副总统应成为总统。如总统因故无法履行其职务的权力和责任，其权力和责任应移交给副总统直至总统可以继续任职时止。国会可以立法对总统和副总统免职、死亡、辞职或无法任职的情况作出规定，宣布由哪位官员出任总统，或是在总统暂时无法任职的情况下代理总统。这位官员需担任至有总统经选举产生并任职时止，或担任代理总统直至总统可以恢复行使职权。对任何无法履职和恢复履职情况的判断标准应由国会立法规定。
联邦参议院担心国会可能会滥用这一权力:30或是在这一提案通过后直接忽视修正案任意立法（因为修正案已经赋予其立法权）:34-35。参议院司法委员会宪法修正案小组主席，来自田纳西州的参议员艾斯特斯·基福弗是一位解决总统无法行使职权时相应继任问题的长期倡导者，他继续在这个议题上发挥着带头示范的影响力，直至1963年8月10日因心脏病发去世:28。

### 贝耶—塞勒提案
1965年1月6日，宪法修正案小组委员会新任主席（接替基福弗），来自印第安纳州的联邦参议员比奇·贝耶在参议院提交了新的修正案提案，众议院司法委员会主席，来自纽约州的众议员伊曼纽尔·塞勒也在众议院提交了同一个提案，该提案就是之后第二十五修正案的原型。其中明确规定了宣布总统不能够履行其权责的具体程序，并且这一类情况下副总统将成为代理总统，总统之后也可以通过明确的程序来恢复自己的权责。提案中还规定了副总统出现空缺时的填补程序。贝耶—塞勒提案与基廷—基福弗提案恰好相反，后者没有提供副总统职位空缺的填补程序，也没有对宣布总统无法履职的程序作出规定。1964年，美国律师协会表示支持贝耶—塞勒提案:348-350。
2月29日，参议院通过了修正案，但众议院于4月13日通过了另一修正案。经过两院联席会议磋商解决两修正案间的差异后，两院于7月6日通过了最终版本并送交各州进行批准:354-358。

## 提出和批准
国会于1965年7月6日提出了第二十五修正案，再由以下各州批准：
1. 内布拉斯加州：1965年7月12日
2. 威斯康星州：1965年7月13日
3. 俄克拉荷马州：1965年7月16日
4. 马萨诸塞州：1965年8月9日
5. 宾夕法尼亚州：1965年8月18日
6. 肯塔基州：1965年9月15日
7. 亚利桑那州：1965年9月22日
8. 密歇根州：1965年10月5日
9. 印第安纳州：1965年10月20日
10. 加利福尼亚州：1965年10月21日
11. 阿肯色州：1965年11月4日
12. 新泽西州：1965年11月29日
13. 特拉华州：1965年12月7日
14. 犹他州：1966年1月17日
15. 西弗吉尼亚州：1966年1月20日
16. 缅因州：1966年1月24日
17. 罗德岛州：1966年1月28日
18. 科罗拉多州：1966年2月3日
19. 新墨西哥州：1966年2月3日
20. 堪萨斯州：1966年2月8日
21. 佛蒙特州：1966年2月10日
22. 阿拉斯加州：1966年2月18日
23. 爱达荷州：1966年3月2日
24. 夏威夷州：1966年3月3日
25. 弗吉尼亚州：1966年3月8日
26. 密西西比州：1966年3月10日
27. 纽约州：1966年3月14日
28. 马里兰州：1966年3月23日
29. 密苏里州：1966年3月30日
30. 新罕布什尔州：1966年6月13日
31. 路易斯安纳州：1966年7月5日
32. 田纳西州：1967年1月12日
33. 怀俄明州：1967年1月25日
34. 华盛顿州：1967年1月26日
35. 艾奥瓦州：1967年1月26日
36. 俄勒冈州：1967年2月2日
37. 明尼苏达州：1967年2月10日
38. 内华达州：1967年2月10日

内华达成为第38个批准的州，总数达到宪法规定的四分之三多数，修正案获得通过。另外还有以下州也在之后批准了修正案：
1. 康涅狄格州：1967年2月14日
2. 蒙大拿州：1967年2月15日
3. 南达科他州：1967年3月6日
4. 俄亥俄州：1967年3月7日
5. 阿拉巴马州：1967年3月14日
6. 北卡罗莱纳州：1967年3月22日
7. 伊利诺伊州：1967年3月22日
8. 德克萨斯州：1967年4月25日
9. 佛罗里达州：1967年5月25日

以下三个州没有批准修正案：
1. 北达科他州
2. 喬治亞州
3. 南卡罗莱纳州

## 效果

### 第一款：总统继任
第一款中明确规定总统被免职、死亡或辞职时，副总统将立即成为总统。

### 第二款：副总统职位空缺
第二十五修正案通过前，宪法及之前的修正案都对副总统出现空缺时的填补程序没有任何的规定。因此历史上曾多次出现副总统因死亡、辞职或是继任成为总统后出现空缺，这样的空缺有时会持续数年之久。
而第二十五修正案的第二款则明确规定出现这类情况时，总统应提名一名副总统，经国会两院都以过半数票批准后就职。自修正案通过后，已经出现过两位以此途径就职的副总统，分别是理查德·尼克松提名的杰拉尔德·福特，以及尼克松辞职而福特继任后提名的纳尔逊·洛克菲勒。

### 第三款：总统声明
第三款规定总统可以向参议院临时议长和众议院议长提交自己无法继续履行相应权力和职责的书面声明来将权责移交给副总统，副总统将作为代理总统直至总统再向参议院临时议长和众议院议长提交一份相反的声明为止。

### 第四款：副总统和内阁声明
第四款是第二十五修正案中唯一从未调用过的条款，这一条款允许副总统和内阁以及“国会以法律设立的其他机构成员的多数，向参议院临时议长和众议院议长提交书面声明，声称总统不能够履行总统职务的权力和责任时”，然后副总统将“立即作为代理总统承担总统职务的权力和责任”。
第四款意在当总统丧失履职能力，并且也无法像第三款规定的那样写出书面声明时，可以由副总统及内阁成员来作出这一声明。此后总统如果恢复了履职能力，则可以向参议院临时议长和众议院议长提交书面声明来恢复自己的权责。
如果副总统和内阁成员在这时候仍然认为总统不能履职，则需在4天内向参议院临时议长和众议院议长提交书面声明，然后国会必须在48小时内集会来对这一问题进行表决。如果国会在收到副总统和内阁成员的后一份声明以后21天内（如果是休会期间则是48小时内集会后的21天内）以两院的三分之二多数决定总统不能够履行其权责，那么副总统将继续担任代理总统来履行，否则总统应恢复其所有权力和责任。

## 修正案的使用
第二十五修正案自批准以来一共使用过6次。

### 指派杰拉尔德·福特出任副总统（1973年）
1973年10月10日，副总统斯皮罗·阿格纽宣布辞职。两天后，总统理查德·尼克松提名来自密歇根州的联邦众议员杰拉尔德·福特出任副总统一职。
11月27日，联邦参议院以92票支持，3票反对通过提名；12月6日，联邦众议院以387票赞成，35票反对通过提名。福特于6日晚些时候在两院联席会议前宣誓就职。

### 杰拉尔德·福特继任总统职务（1974年）

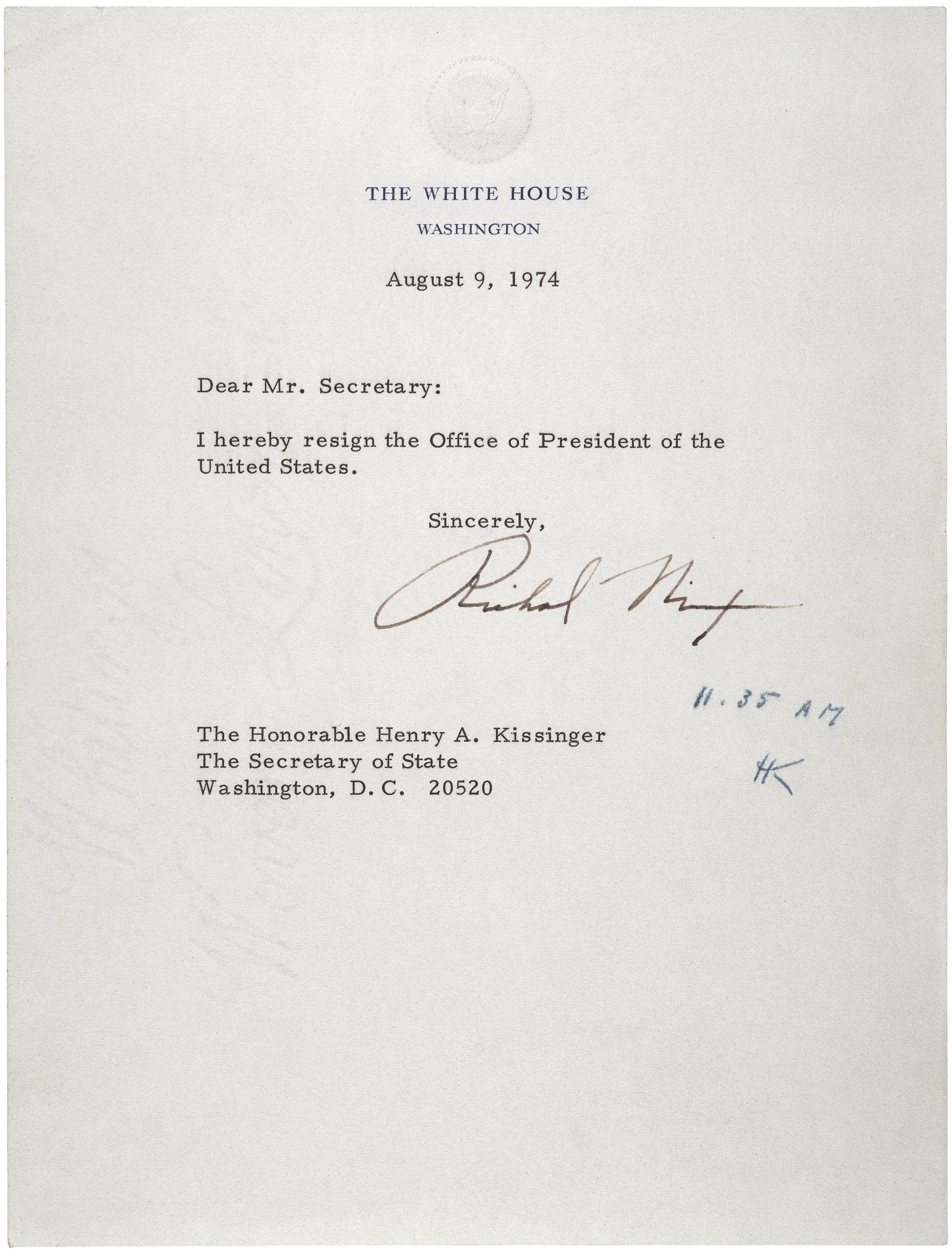
1974年8月9日尼克松的辞职信

1974年8月9日，美国总统理查德·尼克松宣布辞职，副总统杰拉尔德·福特继任成为总统。福特是至今唯一一位没有经过总统选举而当任副总统和总统的人。

### 指派纳尔逊·洛克菲勒出任副总统（1974年）
杰拉尔德·福特成为总统后，副总统一职出现空缺。在考虑了乔治·H·W·布什和梅尔文·R·莱尔德后，福特于1974年8月20日提名前纽约州州长纳尔逊·洛克菲勒出任副总统。
1974年12月10日，联邦参议院以90票赞成，7票反对通过提名；19日，众议院以287票赞成，128票反对通过提名。洛克菲勒随后宣誓就职。

### 乔治·H·W·布什代理总统（1985年）
1985年7月12日，医生在对总统罗纳德·里根进行一次结肠镜检查时发现了一个恶性肿瘤病变。总统医生爱德华·卡托（Edward Cattow）告知里根总统可以选择立即通过手术移除或是过两到三个星期后再移除，里根决定立即动手术移除。
下午，里根与白宫律师弗里德·F·菲尔汀（Fred F. Fielding）通了电话，讨论是否应该使用第二十五修正案，如果使用，这一权力的移交又是否会成为一个不良先例。菲尔汀与白宫办公厅主任唐纳德·里甘为此建议总统写下两封信来移交权力，第一封明确援引第二十五修正案第三款，第二封则不援引修正案。次日上午10:32，里根在第二封信上签字并指示将信送交修正案所规定的官员。

### 迪克·切尼代理总统（2002和2007年）
2002年6月29日，美国总统乔治·W·布什需要接受结肠镜检查，于是他援引第二十五修正案第三款，临时将权力移交给了副总统迪克·切尼。医疗检查从美国东部时间早上7:09开始，7:29结束，布什于20分钟后苏醒，不过之后总统医生理查德·图布（Richard Tubb）还对布什进行了一次全面检查来确保没有其它异常或不良反应。与里根1985年的信件不同，布什2002年的信件中明确地援引了修正案来授权这一次权力的移交。
2007年7月21日，布什总统再次因结肠镜检查而援引修正案临时将权力移交副总统切尼。移交从美国东部时间早上7:16开始，9:21结束。

### 賀錦麗代理總統（2021年）
2021年11月19日，總統喬·拜登因接受大腸鏡檢查，而將權力暫時移交給副總統賀錦麗。代理時間從上午10時10分開始，至11時35分結束。賀錦麗也是美國史上第一位履行代理總統職責的女性。

## 考虑调用第四款的情况
根据记载，历史上一共有过三次考虑援引第二十五修正案第四款的情形，其中兩次与第40任美国总统罗纳德·里根有关，還有一次與當時即將卸任的45任總統唐納·川普有關。

### 1981年：罗纳德·里根遇刺
1981年3月30日，罗纳德·里根在首都華盛頓哥倫比亞特區（華府）的希尔顿酒店门口被约翰·欣克利的左轮手枪子弹击中肺部而被紧急送入乔治·华盛顿大学医院治疗。不过副总统乔治·H·W·布什并没有调用第二十五修正案第四款的程序来代理总统。
1995年，当年提出修正案的联邦参议员比奇·贝耶表示这一次的情况是应该要援引第四款的。不过当时里根正在接受手术，所以无法援引第三款，而布什乘坐的空军二号当时还位于德克萨斯州上空因此也无法调用第四款。等到布什回到華府时，里根的手术已经结束并且情况良好，所以也没有必要再援引第四款。

### 1987年：罗纳德·里根的“懒惰和无能”
1987年，霍华德·贝克出任白宫办公厅主任。前任白宫办公厅主任唐纳德·托马斯·里根的助手提醒贝克，由于里根的懒惰和无能，因此他将来可能会需要调用第二十五修正案第四款。
根据公共电视网的报道，
“贝克的过渡团体在那个周末被罗纳德·里根的助手吓坏了。原来里根总统工作起来‘既不用心，也不称职’，而且还‘懒惰’，以致贝克需要时候准备着调用第二十五修正案来解除其职务。”
里根的传记作者埃德蒙·莫里斯在接受一次采访时表示，
“新入职的贝克及其手下都决定星期一和他（里根）见一次面，这也是他们与总统的首度正式会面，他们都站在内阁室的桌子周围，非常仔细地观察总统的言行举止，看看他是不是真的精神上无法集中。”
莫里斯接着说道，
“……里根他……当然，完全不知道自己已经被贴上了一个不行了的标签，不过幸好他面对这群新人就像面对媒体记者一样表现出色。等到会面结束时，这群人象征性地摊了一下手，终于明白总统精神上完全正常”。

### 2021年：唐納德·特朗普被指煽動支持者衝擊國會大廈
2021年1月6日，正當國會準備為2020年美國總統選舉的選舉人票唱票時，尋求連任但失敗的總統唐納德·特朗普在國會附近的椭圆形草坪主持集會，呼籲前來首都聲援他的支持者遊行至國會大廈試圖制止國會認證對手喬·拜登的勝利。支持者越過警方防守線並開始佔領和破壞國會大廈並與警方爆發衝突。騷亂中至少四名參與者和一名警員身亡和超過80人被逮捕，事件一度阻礙了國會的運作數小時但翌日凌晨國會完成確認拜登為下屆合法總統當選人。由於發生衝突時特朗普在社交媒體多番煽動群眾為他而戰，衝突過後眾議院司法委員會的民主黨成員敦促副總統麥克·彭斯為首的內閣成員援引第二十五條修正案罷免特朗普，否則會考慮推動自2019年後第二次對特朗普的彈劾案，儘管騷亂結束至特朗普卸任只餘下兩週，實際執行彈劾案的時間並不充裕。

### 引用
1. 1 2 3  任东来; 陈伟; 白雪峰; Charles J. McClain; Laurene Wu McClain. . 中国法制出版社. 2004年1月: 565-580. ISBN 7-80182-138-6.
2. 1 2 3  李道揆. . 商务印书馆. 1999: 775–799.
3. 1 2 3 4 5  .   [2013-05-21]. （原始内容存档于2017-01-13）.
4. 1 2  Mount, Steve. . 2007年1月  [2007-02-24]. （原始内容存档于2013-01-21）.
5. ↑  . Events in Presidential History. Miller Center, University of Virginia. 2008  [2009-02-16]. （原始内容存档于2014-07-15）.
6. ↑  Chitwood, Oliver. John Tyler: Champion of the Old South. American Political Biography Press, 1990, p. 206
7. ↑  . Senate.gov.   [2009-04-29]. （原始内容存档于2019-08-17）.
8. ↑  This was a cataclysmic "cerebrovascular accident" (stroke) that left him with a dense and permanent paralysis of the left side of his body (hemiplegia), as well as hemianopsia. Park BE, The Impact of Illness of World Leaders (University of Pennsylvania Press, Philadelphia, 1986), pp. 3-76
9. ↑  Grayson CT, Woodrow Wilson: An Intimate Memoir (NY: Holt, Rhinehart, & Winston, 1960), pp. 96–110
10. 1 2 3 4 5 6 7 8  Birch Bayh. . Bobbs-Merrill. 1968  [2013-05-22].
11. ↑  .   [2013-05-22]. （原始内容存档于2013-01-15）.
12. ↑  .   [2013-05-22]. （原始内容存档于2013-01-15）.
13. ↑  . The New York Times. 2006-12-28  [2013-12-03]. （原始内容存档于2013-11-04）.
14. ↑   (PDF). Gerald R. Ford Presidential Library. 1976-08-20  [2010-11-19]. （原始内容存档 (PDF)于2020-11-26）.
15. ↑  .   [2010-06-26]. （原始内容存档于2011-07-07）.
16. 1 2  .   [2013-05-22]. （原始内容存档于2006-12-24）.
17. ↑  .   [2013-05-22]. （原始内容存档于2011-11-08）.
18. ↑  . Government Printing Office. 2007: 35  [2013-12-03]. ISBN 9780160797620. （原始内容存档于2020-09-23）.
19. ↑  .   [2010-06-26]. （原始内容存档于2011-07-07）.
20. ↑  White House Press Secretary. . 2002-06-22  [2013-12-03]. （原始内容存档于2013-09-30）.
21. ↑  CNN Transcripts. . 2002-07-29  [2013-12-03]. （原始内容存档于2013-10-06）.
22. ↑  . MSNBC. 2007-07-21  [2013-12-03]. （原始内容存档于2013-09-09）.
23. ↑  . CNN News. 2021-11-19  [2021-11-20]. （原始内容存档于2022-02-21）.
24. ↑  Wilber, Del Quentin.  (hardcover). Macmillan. 2011  [2013-05-21]. ISBN 0-8050-9346-X. （原始内容存档于2020-11-13）.
25. ↑  Birch Bayh, "The White House Safety Net" （页面存档备份，存于）, The New York Times, 1995-04-08
26. ↑  Baker, James (speaker). "Remembering the Assassination Attempt on Ronald Reagan （页面存档备份，存于）". Larry King Live, 2001-3-30
27. ↑  .   [2013-05-22]. （原始内容存档于2011-05-20）.
28. ↑  Knutson, Jacob. . Axios.   [2021-01-07]. （原始内容存档于2021-01-07） （英语）.
29. ↑  . Vox. 2021-01-07  [2021-01-08]. （原始内容存档于2021-01-12） （美国英语）.